# Demkiwśke
Demkiwśke (ukr. Демківське) – osiedle na Ukrainie, w obwodzie winnickim, w rejonie hajsyńskim, w hromadzie Trościaniec. W 2001 liczyło 155 mieszkańców.